# Mammillaria sphacelata
Mammillaria sphacelata (укр. Мамілярія засмагла, мамілярія сфацелята) — сукулентна рослина з роду мамілярія (Mammillaria) родини кактусових (Cactaceae).

## Історія

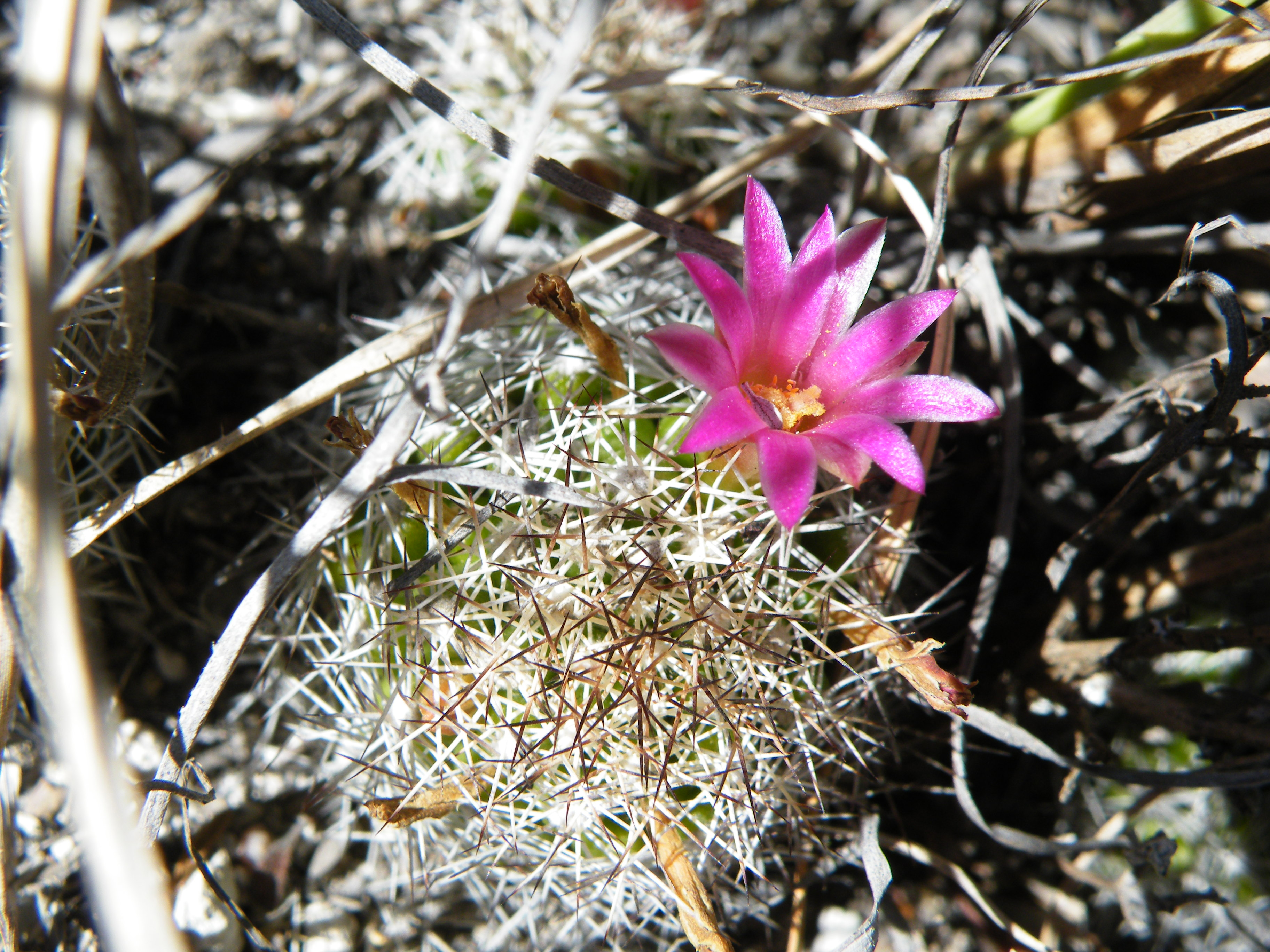
Квітуча Mammillaria sphacelata

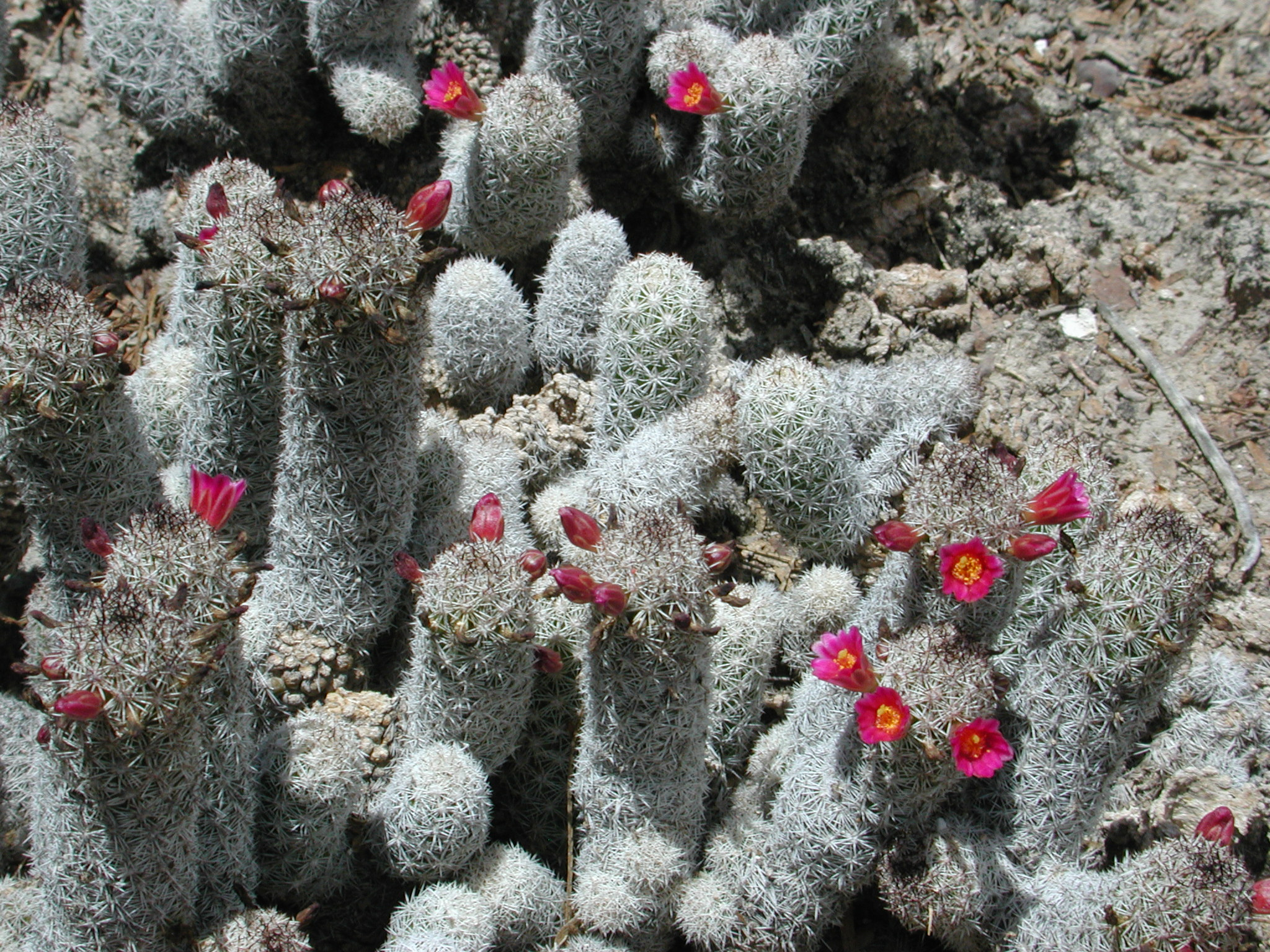
Mammillaria sphacelata subsp. viperina

Вид вперше описаний німецьким ботаніком Карлом Фрідріхом Філіппом фон Марціусом (нім. Carl Friedrich Philipp von Martius, 1794—1868) у 1832 році у виданні нім. «Novorum Actorum Academiae Caesareae Leopoldino-Carolinae Germanicae Naturae Curiosorum».

## Етимологія
Видова назва означає «засмагла».

## Ареал і екологія
Mammillaria sphacelata є ендемічною рослиною Мексики. Ареал розташований у штатах Пуебла і Оахака. Рослини зростають на висоті від 700 до 2400 метрів над рівнем моря на кам'янистих схилах серед уолючого скребу.

## Морфологічний опис
| Орган              | Опис |
| Рослини            | Рослини як правило групуються, часто утворюють кущі до 50 см завширшки або більше.                                 |
| Коріння            | |
| Стебло             | циліндричне, в діаметрі 3-2 см.                                                                                    |
| Епідерміс          | яскравий, зелений.                                                                                                 |
| Маміли             | конічні, без молочного соку.                                                                                       |
| Ареоли             | |
| Аксили             | з невеликим пухом або голі.                                                                                        |
| Центральні колючки | 1-4, прямі, завдовжки 4-8 мм, кольору слонової кістки до крейдяно-білого кольору зі строкатими, червоними кінцями. |
| Радіальні колючки  | 10-15, 5-8 мм завдовжки.                                                                                           |
| Квіти              | не відкриваються широко, кармінові до темно-багрянисто-червоного відтінку, до 15 мм завдовжки.                     |
| Бутони             | |
| Зовнішні пелюстки  | |
| Внутрішні пелюстки | |
| Тичинки            | |
| Маточка            | |
| Плоди              | булавоподібні, трохи зігнуті, яскраво-червоні.                                                                     |
| Насіння            | чорне. |

## Підвиди
Визнано два різновиди Mammillaria sphacelata:
- Mammillaria sphacelata subsp. sphacelata
  - До 3 см в діаметрі.
  - Ареал зростання — в долині Теуакан і Сьєрра-де-Запотітлан.
- Mammillaria sphacelata subsp. viperina (J.A.Purpus 1912) D.R.Hunt
  - У рослини більш вузькі численні стебла, як правило, не перевищують 2 см в діаметрі, які часто бувають лежачими.
  - Ареал зростання — зустрічається в найпівденнішому діапазоні, поблизу Запотітлан-де-лас-Салінаса і Каліпана.

## Чисельність, охоронний статус та заходи по збереженню
Mammillaria sphacelata входить до Червоного списку Міжнародного союзу охорони природи видів, з найменшим ризиком (LC). Має порівняно широкий діапазон, рясний у місцях зростання. Поточний тренд чисельності рослин стабільний.
Не існує великих загроз для цього виду, але зміна землекористування для сільського господарства та тваринництва впливає на деякі
субпопуляції.
Mammillaria sphacelata зустрічається в межах біосферного заповідника Теуакан-Куйкатлан.
Охороняється Конвенцією про міжнародну торгівлю видами дикої фауни і флори, що перебувають під загрозою зникнення (CITES).

## Використання
Цей вид використовується як місцевий орнамент і рідко використовується для споживання людиною.